# Edifício Monadnock
O edifício Monadnock é um arranha-céu em Chicago, caracterizado como pertencente à Escola de Chicago. O edifício de 17 pavimentos é constituído de duas partes. A parte norte foi construída de 1889 a 1891 por Burnham & Root, e a parte sul de 1891 a 1893 por Holabird & Roche. Com 60 metros de altura é na atualidade um dos mais altos edifícios do mundo construído em alvenaria estrutural.